# Litoralia poecilis
Litoralia poecilis is een hooiwagen uit de familie Cosmetidae.